# Jilane
Jilane (auch: Chiran, Chiran-tō, Jilan, Jil'ang) ist ein Motu des Arno-Atolls der pazifischen Inselrepublik Marshallinseln.

## Geographie
Jilane liegt im Norden des Arno-Atolls, südöstlich der Main East Passage zur Arno Main Lagoon, neben Kojbwe. Nach Südosten schließen sich die Motu Enedrik und Taklep an.